# 卞兰 (曹魏)
卞兰（?—?），琅邪郡开阳（治今山东省临沂市）人，三国时曹魏文学家，魏武帝曹操卞皇后的侄子。

## 生平
卞兰少有才学，袭父卞秉爵为开阳侯。历任奉车都尉、游击将军，加散骑常侍。曹丕为太子时，卞兰献赋，赞述太子美德。赋前有表文曾说：“窃见所作《典论》及诸赋颂，逸句烂然，沈思泉涌，华藻云浮。”於是被曹丕亲敬。魏明帝时，卞兰见外有强敌，明帝留意宫室、耽于安乐，于是直言切谏。明帝虽不能纳谏，但是感到他的忠诚。卞兰于是以苦酒消渴，借酒浇愁。景初年间，明帝崇信女巫，持女巫之方水赐给卞兰让他喝，卞兰因此得病而亡。卞兰有志于学，闻于乡里。哲学上，承继老子无为无欲、清虚自静的思想并加以发挥。曾说“学无常师，惟德所在”。有文集，已佚。《全上古三代秦汉三国六朝文》存其文四篇。其中《赞述太子赋》、《许昌宫赋》等，也载於《艺文类聚》。

## 家庭

### 父
- 卞秉，武帝卞后弟，建安时为别部司马，以功封都乡侯，官至昭烈将军，黄初七年进封开阳侯，邑千二百户。

### 弟
- 卞琳为列侯，官至步兵校尉。其女为曹奂皇后。

### 子
- 卞晖，嗣爵开阳侯。
- 卞隆，光禄大夫，位特进，封睢阳乡侯，其女为曹髦皇后。